# گکیدان اینو کاری
گکیدان اینو کاری (انگلیسی: Gekidan Inu Curry) به خاطر کارهای طراحی تولیدشان در سری Puella Magi Madoka Magica و همچنین ساخت دنباله تیتراژ پایانی برای ماریا هولیک و اوساگی دراپ شناخته شده‌اند.